# Central Midlands Alliance League
Central Midlands Alliance League je fotbalová liga v Anglii. Byla založena v roce 1971 jako South Derbyshire League, v roce 1981 změnila jméno na Central Midlands League. V současnosti (2024/2025) ji hraje 92 týmů v sedmi divizích. Sponzorem ligy je Abacus Lighting. Liga organizuje i vlastní pohár, Central Midlands League Challenge Cup, první ročník se konal v sezóně 2000/2001.